# V zajetí démonů 3: Na Ďáblův příkaz
V zajetí démonů 3: Na Ďáblův příkaz (v anglickém originále The Conjuring: The Devil Made Me Do It) je americký nadpřirozený horor z roku 2021, který natočil režisér Michael Chaves podle scénáře Davida Leslieho Johnsona-McGoldricka a námětu Johnsona-McGoldricka a Jamese Wana. Snímek je pokračování filmů V zajetí démonů (2013) a V zajetí démonů 2 (2016) a jako sedmý díl franšízy The Conjuring. 

## Děj
V roce 1981 démonologové Edward a Lorraine Warrenovi dokumentují exorcismus osmiletého Davida Glatzela. Ve snaze zachránit malého chlapce vyzve přítel sestry Arne démona, aby vstoupil do jeho těla místo Davidova. Ed je svědkem toho, jak démon vstoupí do Arneho právě ve chvíli, kdy mu démon způsobí infarkt.
Následující měsíc se Ed probudí v nemocnici. Prozradí, že byl svědkem vstupu démona do Arneho. Následně má halucinace, že na něj útočí démonická bytost. Arne zavraždí svého pronajímatele. S podporou Warrenových se jeho případ stává prvním americkým soudním procesem s vraždou, kde je posedlost démonem uplatňována jako obhajoba. Warrenovi objeví v domě Glatzelových čarodějnický totem, jehož prostřednictvím je předávána satanská kletba. Bývalý kněz Kastner jim sdělí, že totem záměrně zanechal okultista, což vedlo k prokletí Glatzelových a Davidově posedlosti.
Když Warrenovi obdrží oznámení, že detektivové z Danversu ve státě Massachusetts našli podobný totem v případě smrti Katie Lincolnové. Ta byla rovněž 22krát pobodána. Vydávají se tam. Totem byl nalezen v domě Katieiny pohřešované kamarádky Jessicy. Lorraine se díky vizi dozví, že Jessica při posedlosti zavraždila Katie. Následně sama spáchala sebevraždu. Okultistka se pokouší přimět Arneho k sebevraždě. Lorraine tomu zabrání. Okultistka si uvědomí přítomnost Warrenových.
V jedné knize Stregherského čarodějnictví se píše, že aby byla kletba zrušena, musí být zničen oltář okultisty. Kletba zasáhne Eda, když je v domě Warrenových objeven totem. Ten málem Lorraine ubodá,  zastaví ho jejich asistent Drew. Kastner odhalí, že okultista je ve skutečnosti jeho dcera Isla. Tajně ji vychovával v rozporu s požadavkem kněžského celibátu v katolické církvi. Když zkoumal okultismus, Isla jím byla fascinována a stala se okultistkou. Zavede Lorraine do tunelů pod domem, kde se nachází její oltář, ale Isla svého otce zabije a poté prokleje Eda a Arneho, což způsobí, že se Ed pokusí zabít Lorraine a Arne se pokusí zabít sám sebe. Ed se vzpamatuje, když mu Lorraine připomene jejich lásku, zničí oltář a zachrání i Arneho. Isla je zabita démonem, kterého vyvolala poté, co se jí nepodařilo dokončit kletbu.
Ed umístí pohár z oltáře do místnosti s artefakty Warrenových spolu s obrazem démona Valaka a panenkou Annabelle. Arne je odsouzen za neúmyslné zabití, odpyká si pětiletý trest. Během věznění se ožení s Debbie.

## Obsazení
- Vera Farmiga jako Lorraine Warren
- Patrick Wilson jako Edward Warren
- Ruairi O'Connor jako Arne Cheyenne Johnson
- Sarah Catherine Hook jako Debbie Glatzel
- Julian Hilliard jako David Glatzel
- John Noble jako Kastner
- Eugenie Bondurant jako okultistka
- Shannon Kook jako Drew
- Ronnie Gene Blevins jako Bruno
- Keith Arthur Bolden jako seržant Clay
- Steve Coulter jako otec Gordon
- Vince Pisani jako otec Newman
- Ingrid Bisu jako Jessica
- Andrea Andrade jako Katie
- Ashley LeConte Campbell jako Meryl
- Sterling Jerins jako Judy Warren
- Paul Wilson jako Carl Glatzel
- Charlene Amoia jako Judy Glatzel

## Produkce
Původní vývoj třetího filmu začal v roce 2016. James Wan prohlásil, že další film ze série nebude režírovat kvůli časovým konfliktům s jinými projekty. V červnu 2017 bylo oficiálně oznámeno, že se pracuje na třetím díle, přičemž k napsání scénáře byl najat David Leslie Johnson. Jako režisér filmu byl oznámen Michael Chaves, který předtím režíroval film La Llorona: Prokletá žena (2019). Natáčení probíhalo v létě 2019 v Georgii. Rozpočet činil 39 milionů dolarů.

## Vydání a ohlasy
Původně byla premiéra naplánována na září 2020, ale kvůli pandemii covidu-19 byla odložena. Film byl ve Spojených státech uveden do kin 4. června 2021 společnostmi Warner Bros. Pictures a New Line Cinema. Souběžně byl vydán také na streamovací platformě HBO Max. V kinech film utržil 206 milionů dolarů. Získal smíšené recenze od kritiků, kteří chválili výkony Wilsona a Farmigy, ale kritizovali scénář. Na podzim 2022 bylo připravováno pokračování.